# Парламент Алжира
Парламент Алжира — законодательный орган Алжира, состоящий из двух палат: Совета Нации и Национальной народной ассамблеи. Законодательная власть в Алжире разделилась на две палаты в 1996 году.

## Совет Нации
Совет Нации — это верхняя палата алжирского парламента и имеет 144 мандата. 48 членов Совета Наций назначаются Президентом Алжира, а остальная часть, то есть 96 — избирается голосованием. Совет обновляется каждые 1,5 лет. Срок полномочий — 6 лет.

## Национальное народное собрание
Национальное народное собрание — это нижняя палата парламента Алжира и состоит из 462 членов, 8 из которых являются алжирцами, проживающими за рубежом. Члены собрания избираются непосредственно населением. Срок полномочий — 5 лет.